# René Le Grevès
René Jean Le Grevès (París, 6 de junio de 1910-Saint-Gervais-les-Bains, 25 de febrero de 1946) fue un deportista francés que compitió en ciclismo en las modalidades de pista y ruta.
Participó en los Juegos Olímpicos de Los Ángeles 1932, obteniendo una medalla de plata en la prueba de persecución por equipos. Además, ganó 16 etapas en el Tour de Francia.

## Medallero internacional
| Juegos Olímpicos | Juegos Olímpicos             | Juegos Olímpicos | Juegos Olímpicos        |
| Año              | Lugar                        | Medalla          | Competición             |
| ---------------- | ---------------------------- | ---------------- | ----------------------- |
| 1932             | Los Ángeles (Estados Unidos) | Medalla de plata | Persecución por equipos |

## Palmarés
1932
- Persecución por equipos de los Juegos Olímpicos de Los Ángeles (pista)

1933
- Paris-Caen
- París-Rennes
- 1 etapa del Tour de Francia

1934
- 4 etapas del Tour de Francia

1935
- París-Tours
- Critérium Nacional
- 4 etapas del Tour de Francia
- Circuit du Morbihan, más 2 etapas
- 2.º en el Campeonato de Francia en Ruta

1936
- Campeonato de Francia en Ruta
- 6 etapas del Tour de Francia

1937
- 1 etapa de la París-Niza
- Critérium Nacional, ex aequo con Roger Lapébie
- 2.º en el Campeonato de Francia en Ruta

1938
- Paris-Caen

1939
- 1 etapa del Tour de Francia

## Resultados en las grandes vueltas
| Carrera         | 1933 | 1934 | 1935 | 1936 | 1937 | 1938 | 1939 | 1940 | 1941 |
| --------------- | ---- | ---- | ---- | ---- | ---- | ---- | ---- | ---- | ---- |
| Giro de Italia  | -    | -    | -    | -    | -    | -    | -    | -    | X    |
| Tour de Francia | 19.º | 25.º | 15.º | 20.º | -    | -    | Ab.  | X    | X    |
| Vuelta a España | X    | X    | -    | -    | X    | X    | X    | X    | -    |
| Mundial en Ruta | -    | -    | -    | -    | -    | -    | X    | X    | X    |

-: no participa

Ab.: abandono